# Mangora comaina
Mangora comaina là một loài nhện trong họ Araneidae.
Loài này thuộc chi Mangora. Mangora comaina được Herbert Walter Levi miêu tả năm 2007.